# Marmosops chucha
Marmosops chucha és una espècie de didelfimorf de la família dels didèlfids. És endèmic del nord de Colòmbia, on viu a altituds d'entre 130 i 1.400 msnm. Té una llargada de cap a gropa de 99–109 mm, la cua de 134–141 mm, els peus de 17–19 mm i les orelles de 20–21 mm. El nom específic chucha és un terme col·loquial per a referir-se als opòssums en castellà de Colòmbia. Com que fou descoberta fa poc, l'estat de conservació d'aquesta espècie encara no ha estat avaluat formalment.